# Lasionycta subdita
Lasionycta subdita är en fjärilsart som beskrevs av Heinrich Benno Möschler 1860. Lasionycta subdita ingår i släktet Lasionycta och familjen nattflyn. Inga underarter finns listade i Catalogue of Life.

## Bildgalleri

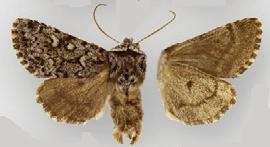